# Liste der ecuadorianischen Botschafter im Vereinigten Königreich

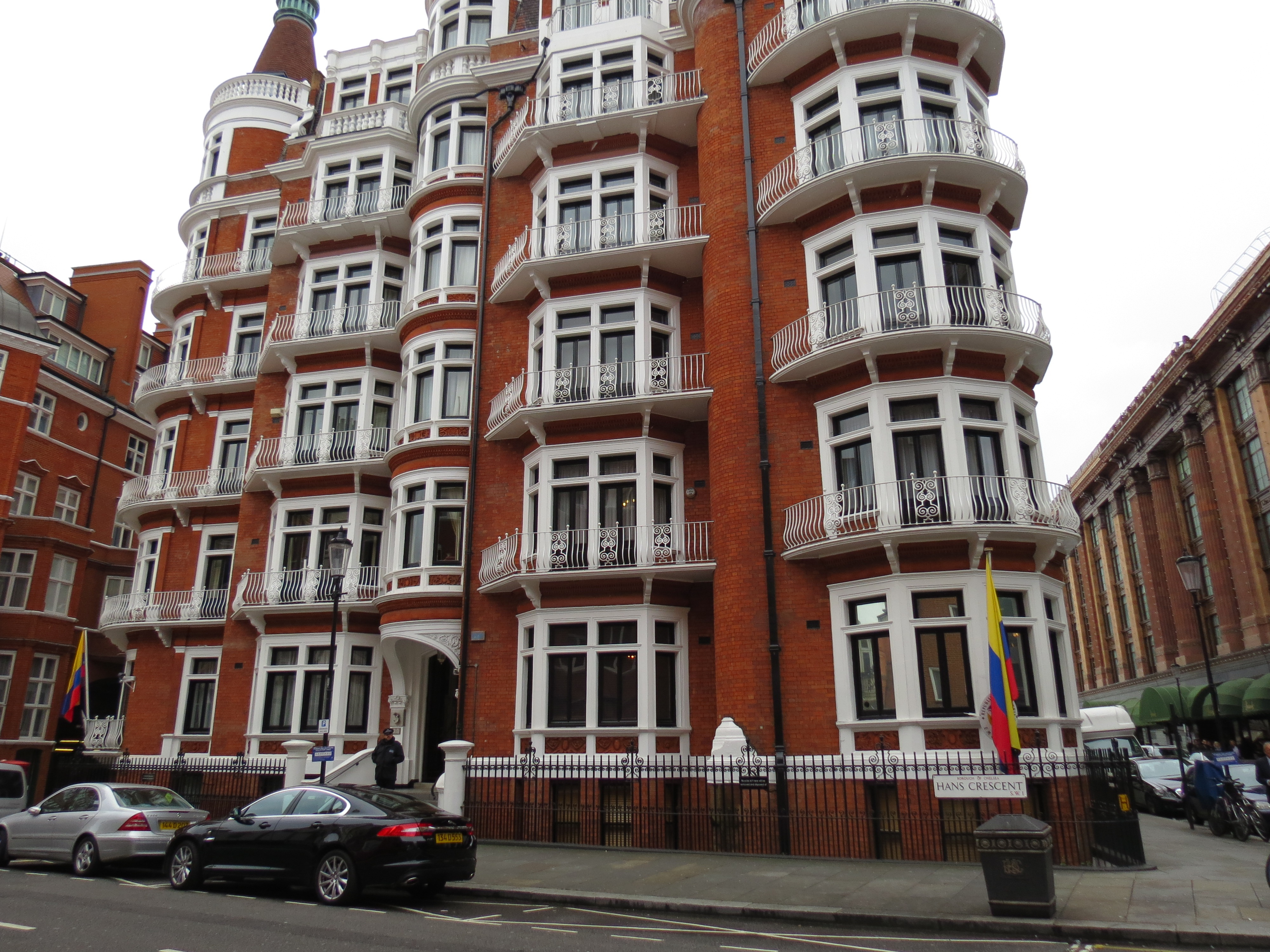
Seit 1952 Botschaft der Republik Ecuador, Flat 3B, 3 Hans Crescent Hotel, Knightsbridge, Royal Borough of Kensington and Chelsea

Dies ist die Liste der Leiter der ecuadorianischen Auslandsvertretung in London.

## Botschafter
| Ernennung/Akkreditierung | Name                         | Bemerkungen | ernannt während der Regierung von | akkreditiert während der Regierung von | Posten verlassen |
| ------------------------ | ---------------------------- | --- | --------------------------------- | -------------------------------------- | ---------------- |
| 1928                     | Antonio Quevedo              | Geschäftsträger | Isidro Ayora                      | Ramsay MacDonald                       | 1930             |
| 5. Jan. 1940             | Antonio Quevedo              | (* 8. April 1900 in Portoviejo, Manabí; † 1987) Sohn von Antonio José Quevedo, 1924 bis 1927 Gesandter in Paris, 1932 Außenminister, 1937 Vorsitzender des Völkerbundes, 14. Januar 1951 Vorsitzender des UN-Sicherheitsrates in London. | Isidro Ayora                      | Ramsay MacDonald                       | 1941             |
| 1942                     | Homero Viteri Lafronte       | 1926–1930 Außenminister | Carlos Alberto Arroyo del Río     | Winston Churchill                      | 1947             |
| 1951                     | Gonzalo Zaldumbide           | (1885–1965) 1929 Außenminister | Galo Plaza Lasso                  | Winston Churchill                      |                  |
| 10. Juni 1952            | Augusto Dillon Valde         | (* 18. März 1895 in Guayaquil) | José María Velasco Ibarra         | Winston Churchill                      |                  |
| 1956                     | Luis Antonio Peñaherrera     | | Camilo Ponce Enríquez             | Anthony Eden                           |                  |
| 31. Mai 1957             | Leonidas Plaza Lasso         | | Camilo Ponce Enríquez             | Harold Macmillan                       | 1962             |
| 17. Feb. 1961            | Alfredo Ledesma Malo         | | Carlos Julio Arosemena Monroy     | Harold Macmillan                       |                  |
| 27. Nov. 1964            | Jorge Mantilla Ortega        | | Ramón Castro Jijón                | Harold Wilson                          |                  |
| 1969                     | Antonio Parra-Velasco        | (* 1900 in Guayaquil; † 1994) 1947 Außenminister | José María Velasco Ibarra         | Harold Wilson                          | 1973             |
| 1974                     | Jorge Ortiz (Diplomat)       | Geschäftsträger | Guillermo Rodríguez Lara          | Harold Wilson                          |                  |
| 1975                     | Gustavo Ymza                 | | Guillermo Rodríguez Lara          | Harold Wilson                          |                  |
| 1977                     | Agustin Carlos Arroyo Yeroui | (* 1924) Agustin Carlos Arroyo Yeroui vertrat Ecuador beim IOC und sammelte Rottweiler | Alfredo Poveda Burbano            | James Callaghan                        | 1979             |
| 26. Feb. 1980            | Orlando Gabela               | | Jaime Roldós                      | Margaret Thatcher                      | 1984             |
| 5. Nov. 1984             | Mauricio Gándara Gallegos    | (* 1941 in Riobamba) Byron Morejon-Almeida | León Febres Cordero               | Margaret Thatcher                      | 1986             |
| 1988                     | José Antonio Correa          | | Rodrigo Borja                     | Margaret Thatcher                      |                  |
| 1991                     | Francisco Carrión Mena       | 2000–2005 Botschafter in Spanien, 2005–2007 Außenminister | Rodrigo Borja                     | John Major                             | 1996             |
| 2001                     | Oswaldo Ramirez-Landazuri    | | Gustavo Noboa                     | Tony Blair                             |                  |
| 2010                     | Ana Albán Mora               | | Rafael Correa                     | David Cameron                          |                  |